# Dem man elsker
Dem man elsker er en dansk kortfilm fra 2012 med instruktion og manuskript af Malou Reymann.

## Handling
Filmen er historien om Lisa, der har forladt sin søn, Victor, da han var lille. Hun bor nu i København med sin mand og deres lille datter. Lisa tager til Sverige for at se Victor en weekend om måneden. Denne gang foreslår Lisa, at Victor kan flytte til København og bo hos dem. Det giver anledning til et opgør med Victors farmor, Anita.